# The Baskervilles
The Baskervilles è una serie televisiva a cartoni animati prodotta da Alphanim e Cinar e trasmessa dal 2000 su France 2 (Francia) e Teletoon (Canada).

## Personaggi

### I Baskervilles
- Brian Baskerville
- Janet Baskerville
- Darren Baskerville
- April Baskerville
- Spot
- Colin

### I Luciferi
- Nicolas Lucifer III (alias "Il Boss")
- Nicolas Lucifer II (alias "L'uomo vecchio")
- Nicole Lucifer

### I Dracula
- Vlad Dracula
- Vera Dracula
- Fangora Dracula
- Vlad Dracula Jr.

### The Frankensteins
- Frank Frankenstein
- Fran Frankenstein
- Young Frank Frankenstein
- Little Monster Annie

### Altri
- Kevin
- The Police Chief
- Mr. Mad Scientist
- Chuck Steele
- Chuck Steele Jr.
- I Pesky Bats
- Il Scarlet Pimple
- Itsy Bitsy Wabbit

## Episodi
1. Casa dolce casa (No Place Like Home)
2. Regole di gioco (Displeasure Dome)
3. L'idraulico mascherato (High Maintenance)
4. Una città per bene (Moral Minority)
5. Pozioni ed emozioni (Doc April & Mr. Dad)
6. Un cane, tre cani, moltissimi cani (Hounds of the Baskervilles)
7. Trasloco (Bringing the House Down)
8. Passato ritorna Kevin (Here's Looking at You Kevin)
9. Food of the Slobs
10. La sfida (Road to Ruin)
11. I corsi di recupero (Summer School Daze)
12. Non è bello ciò che è bello (Nice World)
13. Chi è di scena (Faust Times at Underworld High)
14. Indagini di mercato (The Not So Great Escape)
15. Una famiglia da pubblicità (Welcome to the Underworld)
16. Rivalità in amore (Sizzling Ribaldry)
17. Scambio di identità (Right Trousers, WRong Brian)
18. Film dell'anno (Ghouls on Film)
19. Ottimi baby sitters (Don't Mind the Baby)
20. Un babbo natale davvero speciale (Old Saint Nick)
21. Orride esploratrici (Ghouls Scout)
22. Nella jungla (Crumble in the Jungle)
23. Giorni di gloria (Sulfur Surfer)
24. Fuga (Doomsday Tuesday)
25. L'uomo mascherato (Scarlet Pimple)
26. La bella e il coniglio (Beauty and the Bunny)